# Sportkring Kemzeke
SK Kemzeke is een Belgische voetbalclub uit Kemzeke. De club is bij de KBVB aangesloten met stamnummer 9678 en werd opgericht onmiddellijk na het verdwijnen van KVV Klauwaerts Kemzeke.

## Geschiedenis
Bij het verdwijnen van de traditionele club uit Kemzeke, KVV Klauwaerts, in 2017, nam het jeugdbestuur het heft in handen en richtte een nieuwe club op.
De club startte in Vierde Provinciale en kon in het eerste bestaansjaar al meteen promoveren naar Derde Provinciale via de eindronde.
In de eerste ronde was SK Kemzeke vrijgeloot en in de tweede ronde ging het winnen op het veld van Bassevelde waardoor de promotie gevierd mocht worden.
In Derde Provinciale kon men zich in de twee volgende seizoenen handhaven.
De club beschikte in 2019-2020 over een A-elftal en met inbegrip van de reserveploeg over 14 jeugdelftallen bij de KBVB.